# Comuna Kupil, Volociîsk
Kupil (în ucraineană Купіль) este o comună în raionul Volociîsk, regiunea Hmelnîțkîi, Ucraina, formată din satele Haidaikî și Kupil (reședința).

## Demografie
Componența lingvistică a comunei Kupil
     Ucraineană (99,2%)
     Alte limbi (0,71%)
Conform recensământului din 2001, majoritatea populației comunei Kupil era vorbitoare de ucraineană (99,2%), existând în minoritate și vorbitori de alte limbi.